# Barbara Berezowski
Barbara Berezowski-Ivan (* 5. September 1954 in Toronto, Ontario) ist eine ehemalige kanadische Eiskunstläuferin.
Nationale Aufmerksamkeit bekam Berezowski erstmals, als sie 1971 bei den nationalen Juniorenmeisterschaften im Eistanz mit ihrem Partner David Porter die Goldmedaille gewann. Im folgenden Jahr trat sie erstmals bei den nationalen Meisterschaften der Senioren an und gewann Silber im Eistanz. Bei den Eiskunstlauf-Weltmeisterschaften 1973 in Bratislava, Tschechoslowakei wurde sie 15. Die gleichen Ergebnisse bei nationalen und Weltmeisterschaften erreichte sie 1974. In den Jahren 1975 und 1976 wurde Berezowski kanadische Eistanzmeisterin und konnte sich bei den Weltmeisterschaften auf die Plätze neun und sieben verbessern. Bei den Olympischen Winterspielen 1976 im österreichischen Innsbruck konnten Berezowski und ihr Partner Porter den zehnten Rang erreichen.
Nach den Olympischen Winterspielen wechselten Berezowski und Porter zu den Profis und gingen in den folgenden Jahren mit The Ice Show von Toller Cranston und Ice Follies auf Tour. 
Bis Mitte der 1970er Jahre arbeitete sie als Motivationscoach und war von 1994 bis 2008 Gründungsmitglied und Vorsitzende der Hall of Fame des Sports in Etobicoke, Toronto. 1999 wurde sie als Athletin in ebendiese aufgenommen.
Berezowski war mit dem Baseballspieler John Ivan verheiratet.